# IVES

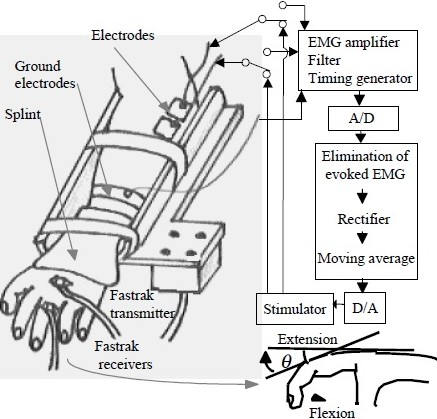
手関節装具を併用していた手指伸展IVES初号機(1998)

IVES (アイビス、Integrated Volitional control Electrical Stimulation/Stimulator、随意運動介助電気刺激/刺激装置) は、人間医工学の研究者 村岡慶裕（早稲田大学）が開発した、脳からの運動指令に呼応して筋肉に電気刺激を与える療法および装置。装置は療法と区別し、 IVES用装置 (IVES device) とも呼ばれる。

## 概要
IVESは、FES (Functional Electrical Stimulation、機能的電気刺激) やTES (Therapeutic Electrical Stimulation、治療的電気刺激) などの電気療法と並び、脳卒中などで動きにくくなった体幹や上下肢など麻痺筋に対し、無収縮時は収縮閾値強度で、随意収縮時はそれに同期してアシストする電気刺激を与えることにより、麻痺筋の随意運動を介助かつ反復促通しながら、相反抑制により拮抗筋の不随意運動を低減し、更に筋電図バイオフィードバックにより運動学習を促すことで麻痺回復を図る療法。日常使用を意図して開発された。必須となる運動療法に加え、症状に応じて装具や作業療法、日常生活動作、ボツリヌストキシン（ボトックス注射）、経頭蓋磁気刺激、ミラー療法、CI療法などと併せて実施する。

## 開発経緯
- 1997年：慶應義塾月が瀬リハビリセンターにて手関節固定装具を併用した脳卒中手指IVES初号機を開発[1][4]。翌年国際会議にて報告[2]。
- 2001年：慶應義塾月が瀬リハビリセンターにて携帯型IVESを開発。翌年国際会議にて報告[6]。慶應義塾TLOよりOG技研株式会社へ携帯型IVESを技術移転。
- 2008年：OG技研株式会社が携帯型IVES (PAS system) を発売[7][8]。
- 2009年：国立病院機構村山医療センターにて着用型IVESを開発。翌年国際会議にて報告[9]。慶應義塾TLOよりPacific supply株式会社へ携帯型IVESを技術移転。
- 2010年：Pacific supply株式会社が携帯型IVES (MURO Solution) を発売[10][11]。
- 2012年：OG技研株式会社がPAS systemの後継機 (IVESⓇ) を発売[12][13]。
- 2014年：厚生労働省認定TLOヒューマンサイエンス振興財団より株式会社エスケーエレクトロニクスへ着用型IVESを技術移転。
- 2017年：株式会社エスケーエレクトロニクスと酒井医療株式会社が着用型IVES (WILMOⓇ) を発売[14][15][16]。
- 2024年：OG技研株式会社がIVESⓇの後継機 (IVESproⓇ) を発売[17]。

## 知的財産
- IVES：特許3443777号 (発明者：村岡慶裕、2002年出願) 、特許3496044号 (発明者：村岡慶裕、2002年出願) 、特許3600862号 (発明者：村岡慶裕、2003年出願) 、特許4389036号 (発明者：村岡慶裕、2003年出願) 、特許5725562号 (発明者：村岡慶裕、2010年出願) 、US 20120239112 (Inventor: Yoshihiro Muraoka, 2012)

- IVES用コード巻取器：特許第5224510号 (発明者：藤原俊之、2008年出願) [18]

- IVES組込用上肢装具：特許5447802号 (発明者：村岡慶裕他、2009年出願) [19]

- IVES用手指装着型電極：特許第6149242号 (発明者：加藤貴志他、2012年出願) [20]

## 導入例
一部の医療機関で【IVES用装置を用いて、日常生活の中で積極的に手指を使用して回復を促す手指IVES入院プログラム（装具併用含）：手指IVES療法 】が用意されている。中でも【Pacific supply社製IVESとコード巻取器付装具を用いて1日8時間3週間に限定した手指IVES療法】は、HANDS療法 (ハンズ療法、Hybrid Assistive Neuromuscular Dynamic Stimulation therapy、合成介助神経筋動的刺激療法) とも言い替えられている。
治療期間や場所、装具併用の有無を問わず、SKエレクトロニクス社製IVESを1日6時間以上着用する手指IVESプログラムは、手指WIVES療法 (手指ワイビス療法、Wearable IVES Therapy、手指着用アイビス療法) と呼ばれる。

## 適応と禁忌
適応
- 脳卒中や運動器疾患の方
- 麻痺、あるいは筋力低下した筋肉から筋活動電位をIVESが感知できる方
- 重度の感覚障害が無い方
- 重度のコミュニケーション障害が無い方

禁忌
- 心臓疾患のある人、
- 悪性腫瘍のある人、または疑いのある人
- 感染症、有熱性疾患、結核性疾患、急性疾患の人
- 血圧異常の人
- 妊婦［発育中の胎児に対する電流の影響は不明です。］
- 皮膚知覚障害の人（糖尿病、神経症、温度感知喪失、麻痺など）
- 幼児、または意思表示ができない人
- 極度の衰弱時
- 酒気を帯びた人